# Эльмблад, Сигрид
Сигрид Агнета София Эльмблад, урождённая Петерссон (швед. Sigrid Agneta Sofia Elmblad; 28 мая 1860, Стокгольм — 23 мая 1926, Стокгольм) — шведская писательница, поэтесса и переводчица.

## Биография и творчество
Сигрид Петерссон родилась в 1860 году в Стокгольме. Её отец, Абрахам Рафаэль Ульрик Петерссон, был архитектором, а мать, Эльма Эдвина Розалия, — музыкантом-любителем. У Сигрид было слабое здоровье, и она училась дома. В 1866 году умер её отец, и она долгое время жила у родственников матери в Финляндии.
В 1880-х годах Сигрид начала публиковать свои стихотворения под псевдонимом «Toivo». В 1885 году она стала членом женского общества «Nya Idun», где познакомилась с Софи Адлерспарре, Эллен Фрис, Анной Шарлоттой Эдгрен-Леффлер, Софьей Ковалевской, Викторией Бенедиктсон и, в первую очередь, Эллен Кей, которая стала для неё моделью для подражания. В том же году она опубликовала первый сборник стихотворений, «Vind för våg». В 1887 году Сигрид стала сотрудницей двух газет: Svenska Familj-Journalen и Dagens Nyheter.
В 1888 году Сигрид Петерссон вышла замуж за оперного певца Юханнеса Эльмблада. У них родились две дочери. Вместе с мужем Сигрид подолгу жила за границей, в том числе в Берлине, Бреслау, Праге. Под влиянием мужа она прониклась интересом к музыке Вагнера и перевела на шведский язык либретто его опер «Кольцо нибелунга», «Парсифаль» и «Нюрнбергские мейстерзингеры». Она также переводила тексты романсов Шуберта и Шумана и создала шведский перевод популярной песни «Санта Лючия».
После смерти мужа в 1910 Сигрид Эльмблад поселилась в Стокгольме и занималась журналистикой и переводами. В числе переводившихся ею авторов — Генрик Ибсен, Сигрид Унсет, Ромен Роллан. Она также возобновила связи с «Nya Idun», став секретарём общества с 1912 по 1918 год и президентом с 1918 по 1921. В 1897 году вышел её роман «Mot sin lycka», в 1902 — « Fru grefvinnan». Кроме того, она опубликовала несколько детских рассказов и сказок, а также биографию Йенни Линд.
Сигрид Эльмблад умерла в 1926 году. Её поэтический сборник «Dröm och längtan» был издан посмертно в 1928 году.